# Scinax juncae
Scinax juncae es una especie de anfibio anuro de la familia Hylidae.

## Distribución geográfica
Esta especie es endémica de Brasil. Se encuentra en Igrapiúna, Jussari y Boa Nova en el estado de Bahía y Salto da Divisa en el estado de Minas Gerais.

## Etimología
El nombre de la especie, juncae, se le otorgó en honor a Flora Acuña Juncá, en reconocimiento a su contribución al estudio de los anfibios de Brasil.

## Publicación original
- Nunes & Pombal, 2010: A new Scinax Wagler (Amphibia, Anura, Hylidae) from the Atlantic rain forest remains of southern state of Bahia, north-eastern Brazil. Amphibia-Reptilia, vol. 31, p. 347-353[2]